# Polar Studios
Polar Studios fueron unos estudios de grabación ubicados en Estocolmo, activos entre 1978 y 2004. Los estudios fueron fundados por los músicos Björn Ulvaeus y Benny Andersson, miembros de ABBA, y por el mánager de la banda Stig Anderson, propietario de la compañía discográfica Polar Music.
Las instalaciones fueron usadas para grabar los últimos tres álbumes de ABBA, Voulez-Vous, Super Trouper y The Visitors, así como los sencillos "The Day Before You Came" y "Under Attack". Tras la ruptura de ABBA, todos los miembros del grupo usaron los estudios para grabar sus trabajos en solitario.
Además de ABBA, los estudios fueron utilizados para grabar numerosos álbumes de otros artistas, como In Through the Out Door de Led Zeppelin, Duke de Genesis o Room Service de Roxette.

## Historia
Los estudios fueron creados en 1978 en el espacio que ocupaba un antiguo cine en desuso dentro del edificio conocido como Sportpalatset (Palacio de Deportes) en el centro de Estocolmo. El enorme edificio, construido alrededor de 1930, recibió su nombre debido a las numerosas instalaciones deportivas que albergó durante años. Los miembros de ABBA, que buscaban un estudio moderno con buenas y espaciosas instalaciones donde trabajar sin presiones, decidieron crearlo ellos mismos.
Al margen de los álbumes de ABBA, el grupo británico Genesis fue una de las primeras bandas en trabajar en los estudios, donde grabaron en 1980 el álbum Duke, seguido del álbum en solitario de Anni-Frid Lyngstad, Something's Going On (producido por el baterista de Genesis, Phil Collins). Poco antes había sido usado por Led Zeppelin, quienes grabaron en 1979 In Through the Out Door. Artistas como Big Country, the Ramones, Rammstein, Roxy Music, Genesis, Adam Ant, Backstreet Boys, Beastie Boys, Belinda Carlisle, Burt Bacharach, Franki, Celine Dion, Roxette, Terra Firma, Entombed, The Hellacopters, Joan Armatrading o Agnetha Faltskog han grabado en los Polar Studios.
La pieza central del estudio es una mesa de mezclas Harrison, modificada por el técnico de sonido Leif Mases para conferirle un sonido único. El álbum de ABBA, The Visitors, publicado en 1981, marcó un punto de inflexión para los Polar Studios, al ser grabado por la nueva grabadora digital 3M, convirtiéndose en el primer álbum pop de relevancia en usar esta tecnología.
El videoclip de la canción "Gimme! Gimme! Gimme! (A Man After Midnight)" de ABBA, fue filmado en los estudios mientras los miembros de la banda grababan el tema. Ese mismo día también se filmó el vídeo de la versión en español del tema "I Have a Dream (Estoy Soñando)".

### Propietarios y clausura

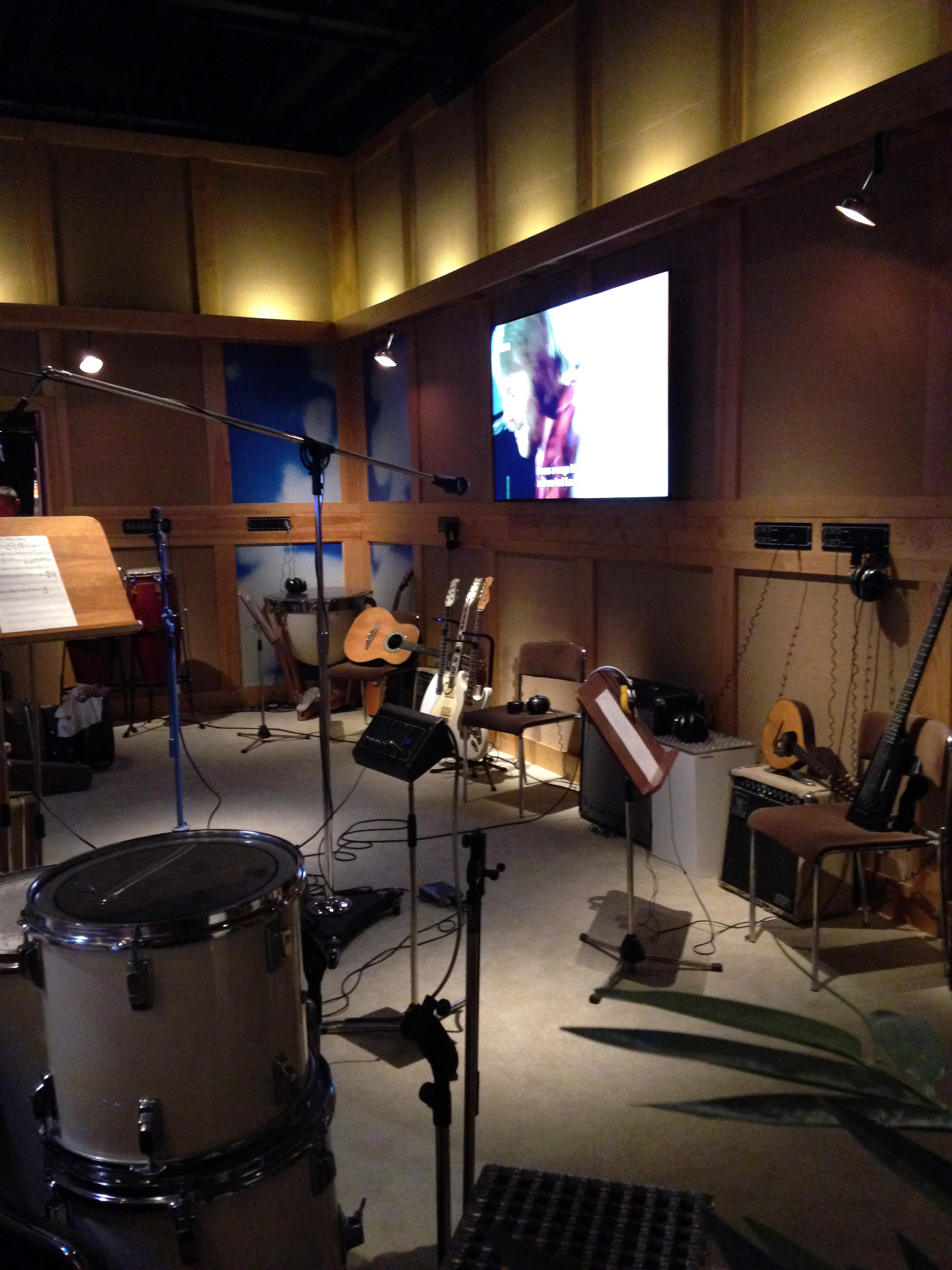
Los Polar Studios reconstruidos en el ABBA: The Museum en Djurgården (Estocolmo)

Los estudios se localizaban en las instalaciones de un antiguo cine dentro de un gran edificio en la zona de Kungsholmen, en el centro de Estocolmo. Se comenzaron a construir en 1977 y entró en funcionamiento el 18 de mayo de 1978. En 1984, Stig Anderson compró las participaciones de la empresa a sus socios. Poco después vendió el estudio a su hija Marie Ledin, su esposo Tomas Ledin y su socio comercial Lennart Östlund.
En 2004, la empresa propietaria del edificio aumentó considerablemente la renta anual del local, lo que obligó a los propietarios del estudio a mudarse a otra localización. En 2015, el bajo volumen de negocio derivó en el cierre de las instalaciones y el traslado de todo el equipamiento a un almacén.

### Legado
En 2010, el ABBA The Museum estrenó una exhibición que recreaba los Polar Studios originales.